# Ctenoneura hanitschi
Ctenoneura hanitschi es una especie de cucaracha del género Ctenoneura, familia Corydiidae. Fue descrita científicamente por Princis en 1954.
Habita en Indonesia (Sumatra).